# Scoletoma tetraura
Scoletoma tetraura är en ringmaskart som först beskrevs av Schmarda 1861.  Scoletoma tetraura ingår i släktet Scoletoma och familjen Lumbrineridae. Arten har ej påträffats i Sverige. Inga underarter finns listade i Catalogue of Life.